# Mchyczjan
Mchyczjan – wieś w Armenii, w prowincji Ararat. W 2011 roku liczyła 4535 mieszkańców.